# Gandhanahalli, Krishnarajanagara
Gandhanahalli là một làng thuộc tehsil Krishnarajanagara, huyện Mysore, bang Karnataka, Ấn Độ.